# NBB-Beker 2000/01 (mannen)
De NBB-Beker 2000/01 was de 33e editie van de NBB-Beker, de bekercompetitie georganiseerd door de Nederlandse Basketball Bond. De finale werd gespeeld op 25 maart 2001 door Image Center Werkendam uit Werkendam en Vanilla Weert uit Weert in Sporthal Boshoven. Image Center Werkendam won voor de eerste keer de titel door de finale met 88–87 te winnen.

## Finale
| 25 maart 2001 Finale NBB-Beker | Image Center Werkendam | 88–87 | Vanilla Weert | Sporthal Boshoven, Weert |  |
| 25 maart 2001 Finale NBB-Beker |                        |       |               |                          |  |
| 25 maart 2001 Finale NBB-Beker |                        |       |               |                          |  |
|                                |                        |       |               |                          |  |

| NBB-Beker 2000/01               |
| ------------------------------- |
| Image Center Werkendam 1e titel |